# Sixième circonscription de la Haute-Garonne
La sixième circonscription de la Haute-Garonne est l'une des dix circonscriptions législatives françaises que compte le département de la Haute-Garonne (31) situé en région Occitanie.

## Description géographique et démographique

### De 1958 à 1986
Le département avait six circonscriptions.
La sixième circonscription de la Haute-Garonne était composée de :
- canton d'Aspet
- canton d'Aurignac
- canton de Bagnères-de-Luchon
- canton de Barbazan
- canton de Boulogne-sur-Gesse
- canton de L'Isle-en-Dodon
- canton de Montréjeau
- canton de Saint-Béat
- canton de Saint-Gaudens
- canton de Saint-Martory
- canton de Salies-du-Salat

Source : Journal Officiel du 13-14 Octobre 1958.

### De 1988 à 2010
La sixième circonscription de la Haute-Garonne est délimitée par le découpage électoral de la loi n°86-1197 du 24 novembre 1986, elle regroupe les divisions administratives suivantes : 
- Canton de Léguevin
- Canton de Muret
- Canton de Saint-Lys
- Canton de Toulouse-12
- Canton de Tournefeuille (à l'exception de la commune de Cugnaux)

D'après le recensement général de la population en 1999, réalisé par l'Institut national de la statistique et des études économiques (INSEE), la population totale de cette circonscription est estimée à 173 507 habitants,.

### Après le redécoupage de 2010
Sa composition est modifiée par l'ordonnance n°2009-935 de 29 juillet 2009.
Dans le cadre du Redécoupage des circonscriptions législatives françaises de 2010
, elle regroupe les divisions administratives suivantes : 
- Canton de Cadours
- Canton de Léguevin
- Canton de Saint-Lys
- Commune de Colomiers
- Commune de Tournefeuille

D'après le recensement général de la population en 2008, réalisé par l'Institut national de la statistique et des études économiques (INSEE), la population totale de cette circonscription est estimée à 138 018 habitants,.
Les cantons ont été redécoupés en plusieurs circonscriptions, ci-dessous le tableau liste les communes avec leurs cantons d'appartenance.

### Après la mise à jour d'avril 2017 pour les législatives
| Commune                   | Canton             |
| ------------------------- | ------------------ |
| Cambernard                | Cazères            |
| Sainte-Foy-de-Peyrolières | Cazères            |
| Bellegarde-Sainte-Marie   | Léguevin           |
| Bellesserre               | Léguevin           |
| Brignemont                | Léguevin           |
| Cabanac-Séguenville       | Léguevin           |
| Cadours                   | Léguevin           |
| Le Castéra                | Léguevin           |
| Caubiac                   | Léguevin           |
| Cox                       | Léguevin           |
| Drudas                    | Léguevin           |
| Garac                     | Léguevin           |
| Le Grès                   | Léguevin           |
| Lagraulet-Saint-Nicolas   | Léguevin           |
| Laréole                   | Léguevin           |
| Lasserre                  | Léguevin           |
| Léguevin                  | Léguevin           |
| Lévignac                  | Léguevin           |
| Mérenvielle               | Léguevin           |
| Pelleport                 | Léguevin           |
| Pradère-les-Bourguets     | Léguevin           |
| Puysségur                 | Léguevin           |
| Sainte-Livrade            | Léguevin           |
| La Salvetat-Saint-Gilles  | Léguevin           |
| Vignaux                   | Léguevin           |
| Lamasquère                | Muret              |
| Bonrepos-sur-Aussonnelle  | Plaisance-du-Touch |
| Bragayrac                 | Plaisance-du-Touch |
| Empeaux                   | Plaisance-du-Touch |
| Fonsorbes                 | Plaisance-du-Touch |
| Fontenilles               | Plaisance-du-Touch |
| Plaisance-du-Touch        | Plaisance-du-Touch |
| Saiguède                  | Plaisance-du-Touch |
| Saint-Lys                 | Plaisance-du-Touch |
| Saint-Thomas              | Plaisance-du-Touch |
| Brax                      | Toulouse-7         |
| Colomiers                 | Toulouse-7         |
| Pibrac                    | Toulouse-7         |
| Tournefeuille             | Tournefeuille      |

## Historique des députations
| Législature | Début de mandat | Fin de mandat  | Député                 | Parti politique | Observations |
| ----------- | --------------- | -------------- | ---------------------- | --------------- | --- |
| IXe         | 23 juin 1988    | 1er avril 1993 | Hélène Mignon,         | PS,             | Maire de Muret (1989-1995) Conseillère général du Canton de Muret (1979-1992) |
| Xe          | 2 avril 1993    | 21 avril 1997  | Françoise de Veyrinas, | UDF,            | Entre 1995 et 1997 Alain Barrès est député en remplacement de Françoise de Veyrinas nommée membre du Gouvernement Mandat écourté à la suite d'une dissolution parlementaire décidée par Jacques Chirac. |
| XIe         | 12 juin 1997    | 18 juin 2002   | Hélène Mignon ,        | PS ,            | |
| XIIe        | 19 juin 2002    | 19 juin 2007   | Hélène Mignon,         | PS,             | |
| XIIIe       | 20 juin 2007    | 19 juin 2012   | Monique Iborra,        | PS,             | |
| XIVe        | 20 juin 2012    | 20 juin 2017   | Monique Iborra         | PS              | |
| XVe         | 21 juin 2017    | 21 juin 2022   | Monique Iborra         | LREM            | Monique Iborra |
| XVIe        | 22 juin 2022    | 9 juin 2024    | Monique Iborra         | LREM            | Mandat écourté à la suite d'une dissolution parlementaire décidée par Emmanuel Macron. |
| XVIIe       | 8 juillet 2024  | En cours       | Arnaud Simion          | PS              | Conseiller Départemental du Canton de Toulouse 7 |

## Historique des élections

### Élections de 1958
| Candidat       | Candidat            | Parti          | Premier tour | Premier tour | Second tour | Second tour |  |
| Candidat       | Candidat            | Parti          | Voix         | %            | Voix        | %           |  |
| -------------- | ------------------- | -------------- | ------------ | ------------ | ----------- | ----------- |  |
|                | Hippolyte Ducos élu | Radsoc         | 16 667       | 43,01        | 19 393      | 50,42       |  |
|                | Jean Lassère        | SFIO           | 9 295        | 23,99        | 11 213      | 29,15       |  |
|                | Jean Blanc          | MRP            | 4 599        | 11,87        | Retrait     | Retrait     |  |
|                | Georges Champinot   | PCF            | 3 925        | 10,13        | 3 477       | 9,04        |  |
|                | Jean Lioux          | UNR            | 3 039        | 7,84         | 4 380       | 11,39       |  |
|                | Roger Dupuy         | UFF            | 1 222        | 3,15         |             |             |  |
|                |                     |                |              |              |             |             |  |
| Inscrits       | Inscrits            | Inscrits       | 54 255       | 100,00       | 55 240      | 100,00      |  |
| Abstentions    | Abstentions         | Abstentions    | 14 558       | 26,83        | 16 001      | 28,97       |  |
| Votants        | Votants             | Votants        | 39 697       | 73,17        | 39 239      | 71,03       |  |
| Blancs et nuls | Blancs et nuls      | Blancs et nuls | 950          | 2,39         | 776         | 1,98        |  |
| Exprimés       | Exprimés            | Exprimés       | 38 747       | 97,61        | 38 463      | 98,02       |  |

Le suppléant d'Hippolyte Ducos était Louis Arnaud, maire de Marignac.

### Élections de 1962
| Candidat       | Candidat                      | Parti          | Premier tour | Premier tour | Second tour | Second tour |  |
| Candidat       | Candidat                      | Parti          | Voix         | %            | Voix        | %           |  |
| -------------- | ----------------------------- | -------------- | ------------ | ------------ | ----------- | ----------- |  |
|                | Hippolyte Ducos sortant réélu | Radsoc         | 15 219       | 42,5         | 19 137      | 47,57       |  |
|                | Jean Lassère                  | SFIO           | 11 939       | 33,34        | 18 501      | 45,99       |  |
|                | Jean Blanc                    | MRP            | 4 545        | 12,69        | 2 590       | 6,44        |  |
|                | Robert Calviac                | PCF            | 4 109        | 11,47        | Retrait     | Retrait     |  |
|                |                               |                |              |              |             |             |  |
| Inscrits       | Inscrits                      | Inscrits       | 56 064       | 100,00       | 55 885      | 100,00      |  |
| Abstentions    | Abstentions                   | Abstentions    | 18 710       | 33,37        | 14 600      | 26,13       |  |
| Votants        | Votants                       | Votants        | 37 354       | 66,63        | 41 285      | 73,87       |  |
| Blancs et nuls | Blancs et nuls                | Blancs et nuls | 1 542        | 4,13         | 1 057       | 2,56        |  |
| Exprimés       | Exprimés                      | Exprimés       | 35 812       | 95,87        | 40 228      | 97,44       |  |

Le suppléant d'Hippolyte Ducos était Armand de Bertrand-Pibrac, avocat, maire de Saint-Gaudens.

### Élections de 1967
| Candidat       | Candidat                      | Parti                    | Premier tour | Premier tour | Second tour | Second tour |  |
| Candidat       | Candidat                      | Parti                    | Voix         | %            | Voix        | %           |  |
| -------------- | ----------------------------- | ------------------------ | ------------ | ------------ | ----------- | ----------- |  |
|                | Hippolyte Ducos sortant réélu | Radical (FGDS)           | 14 183       | 33,01        | 21 671      | 52,5        |  |
|                | Jean Lassère                  | Divers gauche (Soc.ind.) | 14 021       | 32,63        | 19 610      | 47,5        |  |
|                | Hugues-Vincent Barbe          | RI                       | 9 331        | 21,71        | Retrait     | Retrait     |  |
|                | André Gélis                   | PCF                      | 5 436        | 12,65        |             |             |  |
|                |                               |                          |              |              |             |             |  |
| Inscrits       | Inscrits                      | Inscrits                 | 56 774       | 100,00       | 56 778      | 100,00      |  |
| Abstentions    | Abstentions                   | Abstentions              | 13 019       | 22,93        | 12 696      | 22,36       |  |
| Votants        | Votants                       | Votants                  | 43 755       | 77,07        | 44 082      | 77,64       |  |
| Blancs et nuls | Blancs et nuls                | Blancs et nuls           | 784          | 1,79         | 2 801       | 6,35        |  |
| Exprimés       | Exprimés                      | Exprimés                 | 42 971       | 98,21        | 41 281      | 93,65       |  |

Le suppléant d'Hippolyte Ducos était Armand de Bertrand-Pibrac.

### Élections de 1968
| Candidat       | Candidat                      | Parti          | Premier tour | Premier tour | Second tour | Second tour |  |
| Candidat       | Candidat                      | Parti          | Voix         | %            | Voix        | %           |  |
| -------------- | ----------------------------- | -------------- | ------------ | ------------ | ----------- | ----------- |  |
|                | Hippolyte Ducos sortant réélu | Radical (FGDS) | 13 122       | 32,13        | 23 042      | 55,45       |  |
|                | Hugues-Vincent Barbe          | RI (URP)       | 9 862        | 24,15        | 18 514      | 44,55       |  |
|                | Armand de Bertrand Pibrac     | UDR            | 7 476        | 18,31        | Retrait     | Retrait     |  |
|                | André Gélis                   | PCF            | 5 700        | 13,96        | Retrait     | Retrait     |  |
|                | Achille Auban                 | PSU            | 4 674        | 11,45        |             |             |  |
|                |                               |                |              |              |             |             |  |
| Inscrits       | Inscrits                      | Inscrits       | 56 308       | 100,00       | 56 297      | 100,00      |  |
| Abstentions    | Abstentions                   | Abstentions    | 14 451       | 25,66        | 13 776      | 24,47       |  |
| Votants        | Votants                       | Votants        | 41 857       | 74,34        | 42 521      | 75,53       |  |
| Blancs et nuls | Blancs et nuls                | Blancs et nuls | 1 023        | 2,44         | 965         | 2,27        |  |
| Exprimés       | Exprimés                      | Exprimés       | 40 834       | 97,56        | 41 556      | 97,73       |  |

Le suppléant d'Hippolyte Ducos était François Gabas, maire de Marignac. François Gabas remplaça Hippolyte Ducos, décédé, du 15 décembre 1970 au 1er avril 1973.

### Élections de 1973
| Candidat       | Candidat             | Parti          | Premier tour | Premier tour | Second tour | Second tour |  |
| Candidat       | Candidat             | Parti          | Voix         | %            | Voix        | %           |  |
| -------------- | -------------------- | -------------- | ------------ | ------------ | ----------- | ----------- |  |
|                | Jean Lassère élu     | PS (UGSD)      | 19 113       | 42,54        | 28 370      | 61,06       |  |
|                | Hugues-Vincent Barbe | RI (URP)       | 14 954       | 33,29        | 18 095      | 38,94       |  |
|                | André Gélis          | PCF            | 5 858        | 13,04        | Retrait     | Retrait     |  |
|                | André Chabaud        | MR             | 3 441        | 7,66         |             |             |  |
|                | Louis Titos          | PSU            | 901          | 2,01         |             |             |  |
|                | Giannina Cumerlato   | LO             | 660          | 1,47         |             |             |  |
|                |                      |                |              |              |             |             |  |
| Inscrits       | Inscrits             | Inscrits       | 58 062       | 100,00       | 58 023      | 100,00      |  |
| Abstentions    | Abstentions          | Abstentions    | 12 258       | 21,11        | 10 622      | 18,31       |  |
| Votants        | Votants              | Votants        | 45 804       | 78,89        | 47 401      | 81,69       |  |
| Blancs et nuls | Blancs et nuls       | Blancs et nuls | 877          | 1,91         | 936         | 1,97        |  |
| Exprimés       | Exprimés             | Exprimés       | 44 927       | 98,09        | 46 465      | 98,03       |  |

Jean Lassère est élu député le 11 mars 1973, il décédera le 13 novembre 1974 (en cours de mandat). Sa place de député revient pour le reste de son mandat à son suppléant Maurice Masquère, médecin, maire de Mane, conseiller général du canton de Salies-du-Salat.

### Élections de 1978
| Candidat       | Candidat                       | Parti          | Premier tour | Premier tour | Second tour | Second tour |  |
| Candidat       | Candidat                       | Parti          | Voix         | %            | Voix        | %           |  |
| -------------- | ------------------------------ | -------------- | ------------ | ------------ | ----------- | ----------- |  |
|                | Maurice Masquère sortant réélu | PS             | 18 750       | 37,43        | 30 962      | 60,02       |  |
|                | Jacques Aurin                  | RPR            | 9 883        | 19,73        | 20 628      | 39,98       |  |
|                | Henri Ricome                   | UDF (Rad)      | 9 028        | 18,02        | Retrait     | Retrait     |  |
|                | Robert Combes                  | PCF            | 9 025        | 18,02        | Retrait     | Retrait     |  |
|                | Claude Bonnefont               | MRG            | 2 181        | 4,35         |             |             |  |
|                | Giannina Cumerlato             | LO             | 1 224        | 2,44         |             |             |  |
|                |                                |                |              |              |             |             |  |
| Inscrits       | Inscrits                       | Inscrits       | 62 618       | 100,00       | 62 591      | 100,00      |  |
| Abstentions    | Abstentions                    | Abstentions    | 11 497       | 18,36        | 9 929       | 15,86       |  |
| Votants        | Votants                        | Votants        | 51 121       | 81,64        | 52 662      | 84,14       |  |
| Blancs et nuls | Blancs et nuls                 | Blancs et nuls | 1 030        | 2,01         | 1 072       | 2,04        |  |
| Exprimés       | Exprimés                       | Exprimés       | 50 091       | 97,99        | 51 590      | 97,96       |  |

Le suppléant de Maurice Masquère était René Arnaud, employé à la Sécurité sociale, conseiller général du canton de Barbazan, maire de Gourdan-Polignan.

### Élections de 1981
|                | Pierre Ortet élu     | PS             | 24 267 | 55,96  |  |  |  |
|                | Jean-François Sirven | RPR (UNM)      | 11 684 | 26,94  |  |  |  |
|                | Simone Rinaldi       | PCF            | 5 018  | 11,57  |  |  |  |
|                | Étienne Garde        | MRG            | 1 497  | 3,45   |  |  |  |
|                | Jean Fernandez       | LO             | 898    | 2,07   |  |  |  |
|                |                      |                |        |        |  |  |  |
| Inscrits       | Inscrits             | Inscrits       | 63 117 | 100,00 |  |  |  |
| Abstentions    | Abstentions          | Abstentions    | 19 010 | 30,12  |  |  |  |
| Votants        | Votants              | Votants        | 44 107 | 69,88  |  |  |  |
| Blancs et nuls | Blancs et nuls       | Blancs et nuls | 743    | 1,68   |  |  |  |
| Exprimés       | Exprimés             | Exprimés       | 43 364 | 98,32  |  |  |  |

Le suppléant de Pierre Ortet était Jean-Louis Idiart, contrôleur des impôts, maire de Mazères-sur-Salat.

### Élections de 1988
| Candidat       | Candidat           | Parti          | Premier tour | Premier tour | Second tour | Second tour |  |
| Candidat       | Candidat           | Parti          | Voix         | %            | Voix        | %           |  |
| -------------- | ------------------ | -------------- | ------------ | ------------ | ----------- | ----------- |  |
|                | Hélène Mignon élue | PS             | 23 797       | 48,09        | 30 719      | 59,43       |  |
|                | Serge Didier       | UDF (PR) (URC) | 14 599       | 29,5         | 20 967      | 40,57       |  |
|                | Gilbert Melac      | FN             | 5 270        | 10,65        |             |             |  |
|                | Jean Navals        | PCF            | 4 067        | 8,22         |             |             |  |
|                | Jacques Belhomme   | Extrême droite | 1 507        | 3,05         |             |             |  |
|                | Arnaud Messean     | POE            | 242          | 0,49         |             |             |  |
|                |                    |                |              |              |             |             |  |
| Inscrits       | Inscrits           | Inscrits       | 75 341       | 100,00       | 75 339      | 100,00      |  |
| Abstentions    | Abstentions        | Abstentions    | 24 905       | 33,06        | 22 295      | 29,59       |  |
| Votants        | Votants            | Votants        | 50 436       | 66,94        | 53 044      | 70,41       |  |
| Blancs et nuls | Blancs et nuls     | Blancs et nuls | 954          | 1,89         | 1 358       | 2,56        |  |
| Exprimés       | Exprimés           | Exprimés       | 49 482       | 98,11        | 51 686      | 97,44       |  |

Le suppléant d'Hélène Mignon était Jean Sans, maire adjoint de Lévignac.

### Élections de 1993
| Candidat                      | Candidat                  | Parti          | Premier tour | Premier tour | Second tour | Second tour |  |
| Candidat                      | Candidat                  | Parti          | Voix         | %            | Voix        | %           |  |
| ----------------------------- | ------------------------- | -------------- | ------------ | ------------ | ----------- | ----------- |  |
|                               | Françoise de Veyrinas élu | UDF (CDS)      | 23 636       | 39,13        | 32 783      | 55,33       |  |
|                               | Hélène Mignon sortant     | PS             | 13 610       | 22,53        | 26 469      | 44,67       |  |
|                               | Jean-Pascal Serbera       | FN             | 8 143        | 13,48        |             |             |  |
|                               | Christian Moretto         | GÉ (EÉ)        | 5 123        | 8,48         |             |             |  |
|                               | Bernard Marquié           | PCF            | 4 517        | 7,48         |             |             |  |
|                               | Josiane Lavigne           | LT-LNÉ         | 2 332        | 3,86         |             |             |  |
|                               | Anne-Marie Laflorentie    | LO             | 1 323        | 2,19         |             |             |  |
|                               | Jean-Paul Fonvieille      | LCR            | 1 290        | 2,14         |             |             |  |
|                               | Thierry Beauvallet        | PLN            | 424          | 0,7          |             |             |  |
|                               |                           |                |              |              |             |             |  |
| Inscrits                      | Inscrits                  | Inscrits       | 88 852       | 100,00       | 88 849      | 100,00      |  |
| Abstentions                   | Abstentions               | Abstentions    | 24 712       | 27,81        | 24 654      | 27,75       |  |
| Votants                       | Votants                   | Votants        | 64 140       | 72,19        | 64 195      | 72,25       |  |
| Blancs et nuls                | Blancs et nuls            | Blancs et nuls | 3 742        | 5,83         | 4 943       | 7,7         |  |
| Exprimés                      | Exprimés                  | Exprimés       | 60 398       | 94,17        | 59 252      | 92,3        |  |
| Source : Data.gouv et CEVIPOF |                           |                |              |              |             |             |  |

Le suppléant de Françoise de Veyrinas était le Docteur Alain Barrès, de Muret. Alain Barrès remplaça Françoise de Veyrinas, nommée membre du gouvernement, du 19 juin 1995 au 21 avril 1997.

### Élections de 1997
| Candidat       | Candidat                       | Parti          | Premier tour | Premier tour | Second tour | Second tour |  |
| Candidat       | Candidat                       | Parti          | Voix         | %            | Voix        | %           |  |
| -------------- | ------------------------------ | -------------- | ------------ | ------------ | ----------- | ----------- |  |
|                | Hélène Mignon élue             | PS             | 23 062       | 34,96        | 39 767      | 58,47       |  |
|                | Françoise de Veyrinas sortante | UDF (FD)       | 17 745       | 26,9         | 28 251      | 41,53       |  |
|                | Jean-Pierre Atoch              | FN             | 10 020       | 15,19        |             |             |  |
|                | Bernard Marquié                | PCF            | 5 793        | 8,78         |             |             |  |
|                | Martine Guiraud                | LO             | 2 240        | 3,4          |             |             |  |
|                | Dominique Liot                 | LCR            | 2 129        | 3,23         |             |             |  |
|                | Gérard Arnaude                 | GÉ             | 1 605        | 2,43         |             |             |  |
|                | Franc Maitrejean               | MPF (LDI)      | 1 170        | 1,77         |             |             |  |
|                | Daniel Lèguevaques             | US4J           | 1 129        | 1,71         |             |             |  |
|                | Christiane Debernard           | LT-LNÉ         | 957          | 1,45         |             |             |  |
|                | Thierry Beauvallet             | LCR            | 115          | 0,17         |             |             |  |
|                |                                |                |              |              |             |             |  |
| Inscrits       | Inscrits                       | Inscrits       | 96 559       | 100,00       | 96 557      | 100,00      |  |
| Abstentions    | Abstentions                    | Abstentions    | 27 649       | 28,63        | 24 076      | 24,93       |  |
| Votants        | Votants                        | Votants        | 68 910       | 71,37        | 72 481      | 75,07       |  |
| Blancs et nuls | Blancs et nuls                 | Blancs et nuls | 2 945        | 4,27         | 4 463       | 6,16        |  |
| Exprimés       | Exprimés                       | Exprimés       | 65 965       | 95,73        | 68 018      | 93,84       |  |

Le suppléant d'Hélène Mignon était Bernard Cunnac, maire de Brax.

### Élections de 2002
| Candidat       | Candidat                      | Parti             | Premier tour | Premier tour | Second tour | Second tour |  |
| Candidat       | Candidat                      | Parti             | Voix         | %            | Voix        | %           |  |
| -------------- | ----------------------------- | ----------------- | ------------ | ------------ | ----------- | ----------- |  |
|                | Hélène Mignon sortante réélue | PS                | 28 443       | 37,2         | 36 978      | 53,57       |  |
|                | Françoise de Veyrinas         | UMP               | 26 441       | 34,58        | 32 053      | 46,43       |  |
|                | Pierre Catel                  | FN                | 9 140        | 11,95        |             |             |  |
|                | Dominique Liot                | Les Verts         | 3 068        | 4,01         |             |             |  |
|                | Bernard Marquié               | PCF               | 2 317        | 3,03         |             |             |  |
|                | Marthe Miquel                 | LCR               | 1 419        | 1,86         |             |             |  |
|                | Jean-Jacques Di Costanzo      | CPNT              | 926          | 1,21         |             |             |  |
|                | Maryvonne Vincent-Mahmoud     | Pôle républicain  | 898          | 1,17         |             |             |  |
|                | Martine Guiraud               | LO                | 828          | 1,08         |             |             |  |
|                | Emeline Gabro                 | Divers écologiste | 789          | 1,03         |             |             |  |
|                | Bernard Schwal                | MNR               | 648          | 0,85         |             |             |  |
|                | Jacqueline Doffigny           | Extrême droite    | 524          | 0,69         |             |             |  |
|                | Alain Georges                 | GÉ                | 349          | 0,46         |             |             |  |
|                | Ahmed Mansouri                | Divers            | 298          | 0,22         |             |             |  |
|                | Alain Saude                   | Divers            | 169          | 0,22         |             |             |  |
|                | Philippe Millon               | Divers            | 109          | 0,14         |             |             |  |
|                | Karim Kada                    | Divers            | 98           | 0,13         |             |             |  |
|                |                               |                   |              |              |             |             |  |
| Inscrits       | Inscrits                      | Inscrits          | 113 016      | 100,00       | 113 013     | 100,00      |  |
| Abstentions    | Abstentions                   | Abstentions       | 34 914       | 30,89        | 40 946      | 36,23       |  |
| Votants        | Votants                       | Votants           | 78 102       | 69,11        | 72 067      | 63,77       |  |
| Blancs et nuls | Blancs et nuls                | Blancs et nuls    | 1 638        | 2,1          | 3 036       | 4,21        |  |
| Exprimés       | Exprimés                      | Exprimés          | 76 464       | 97,9         | 69 031      | 95,79       |  |

La suppléante d'Hélène Mignon était Claude Touchefeu, institutrice, conseillère générale du canton de Toulouse-12.

### Élections de 2007
| Candidat       | Candidat                  | Parti          | Premier tour | Premier tour | Second tour | Second tour |  |
| Candidat       | Candidat                  | Parti          | Voix         | %            | Voix        | %           |  |
| -------------- | ------------------------- | -------------- | ------------ | ------------ | ----------- | ----------- |  |
|                | Françoise de Veyrinas     | UMP            | 29 020       | 36,55        | 35 686      | 44,9        |  |
|                | Monique Iborra élue       | PS             | 26 422       | 33,28        | 43 785      | 55,1        |  |
|                | Elisabeth Husson          | UDF–MoDem      | 8 042        | 10,13        |             |             |  |
|                | Artemisa Maries           | FN             | 3 006        | 3,79         |             |             |  |
|                | Mohamed El Bachir         | PCF            | 2 160        | 2,72         |             |             |  |
|                | Marthe Miquel             | LCR            | 2 079        | 2,62         |             |             |  |
|                | Christine Rousse-Yahiaoui | SÉGA           | 1 719        | 2,17         |             |             |  |
|                | Sylvain Roques            | MPF            | 1 031        | 1,3          |             |             |  |
|                | Sylvie Rivière-Tomasi     | GÉ             | 1 028        | 1,29         |             |             |  |
|                | Olivier Lambeaux          | MÉI            | 980          | 1,23         |             |             |  |
|                | Marie Pince               | Régionaliste   | 934          | 1,18         |             |             |  |
|                | Martine Tariol            | CPNT           | 674          | 0,85         |             |             |  |
|                | Sandra Torremocha         | LO             | 584          | 0,74         |             |             |  |
|                | Jacqueline Escudié        | Divers         | 568          | 0,72         |             |             |  |
|                | Mariam Mandou             | MNR            | 438          | 0,55         |             |             |  |
|                | Jean-Marc Darricau        | DLR            | 250          | 0,31         |             |             |  |
|                | Adeeb Mahmoud             | MRC            | 223          | 0,28         |             |             |  |
|                | Bruno Hollander           | Divers         | 194          | 0,24         |             |             |  |
|                | Rachid Mohand Chérif      | Divers         | 36           | 0,05         |             |             |  |
|                |                           |                |              |              |             |             |  |
| Inscrits       | Inscrits                  | Inscrits       | 130 034      | 100,00       | 130 026     | 100,00      |  |
| Abstentions    | Abstentions               | Abstentions    | 49 209       | 37,84        | 48 128      | 37,01       |  |
| Votants        | Votants                   | Votants        | 80 825       | 62,16        | 81 898      | 62,99       |  |
| Blancs et nuls | Blancs et nuls            | Blancs et nuls | 1 437        | 1,78         | 2 427       | 2,96        |  |
| Exprimés       | Exprimés                  | Exprimés       | 79 388       | 98,22        | 79 471      | 97,04       |  |

La suppléante de Monique Iborra était Bernadette Barral.

### Élections de 2012
| Candidat       | Candidat                       | Parti          | Premier tour | Premier tour | Second tour | Second tour |  |
| Candidat       | Candidat                       | Parti          | Voix         | %            | Voix        | %           |  |
| -------------- | ------------------------------ | -------------- | ------------ | ------------ | ----------- | ----------- |  |
|                | Monique Iborra sortante réélue | PS             | 27 853       | 44,95        | 36 421      | 65,50       |  |
|                | Jocelyne Vidal                 | UMP            | 12 828       | 20,70        | 19 182      | 34,50       |  |
|                | Michèle Pellizzon              | RBM (FN)       | 8 452        | 13,64        |             |             |  |
|                | Alain Refalo                   | EÉLV (POC)     | 4 376        | 7,06         |             |             |  |
|                | Rémi Vincent                   | FG (PG) (PCF)  | 3 797        | 6,13         |             |             |  |
|                | Marthe Marti                   | CpF (MoDem)    | 1 995        | 3,22         |             |             |  |
|                | Jérémy Collot                  | Pirate         | 684          | 1,10         |             |             |  |
|                | Fabrice Guin                   | AÉI            | 484          | 0,78         |             |             |  |
|                | Grigori Michel                 | NC (PRV)       | 520          | 0,84         |             |             |  |
|                | Michèle Puel                   | LO             | 341          | 0,55         |             |             |  |
|                | Florian Gely                   | NPA            | 285          | 0,46         |             |             |  |
|                | Sylvain Roques                 | MPF            | 223          | 0,36         |             |             |  |
|                | Guy Syry                       | S&P            | 124          | 0,20         |             |             |  |
|                |                                |                |              |              |             |             |  |
| Inscrits       | Inscrits                       | Inscrits       | 103 296      | 100,00       | 103 286     | 100,00      |  |
| Abstentions    | Abstentions                    | Abstentions    | 40 358       | 39,07        | 45 322      | 43,88       |  |
| Votants        | Votants                        | Votants        | 62 938       | 60,93        | 57 964      | 56,12       |  |
| Blancs et nuls | Blancs et nuls                 | Blancs et nuls | 976          | 1,55         | 2 361       | 4,07        |  |
| Exprimés       | Exprimés                       | Exprimés       | 61 962       | 98,45        | 55 603      | 95,93       |  |

Le suppléant de Monique Iborra était Alain Mila, avocat à Toulouse.

### Élections de 2017
Le premier tour des élections législatives françaises de 2017 a eu lieu le 11 juin 2017, le second tour a lieu le 18 juin 2017.
|                                                                                 |                                   |                                           |                           |                           |                          |                          |  |
|                                                                                 |                                   |                                           | Premier tour 11 juin 2017 | Premier tour 11 juin 2017 | Second tour 18 juin 2017 | Second tour 18 juin 2017 |  |
|                                                                                 |                                   |                                           |                           |                           |                          |                          |  |
|                                                                                 |                                   |                                           | Nombre                    | % des inscrits            | Nombre                   | % des inscrits           |  |
| Inscrits                                                                        | Inscrits                          | Inscrits                                  | 111 379                   | 100,00                    | 111 355                  | 100,00                   |  |
| Abstentions                                                                     | Abstentions                       | Abstentions                               | 51 410                    | 46,16                     | 59 621                   | 53,54                    |  |
| Votants                                                                         | Votants                           | Votants                                   | 59 969                    | 53,84                     | 51 734                   | 46,46                    |  |
|                                                                                 |                                   |                                           |                           | % des votants             |                          | % des votants            |  |
| Bulletins blancs                                                                | Bulletins blancs                  | Bulletins blancs                          | 745                       | 1,24                      | 3 439                    | 6,65                     |  |
| Bulletins nuls                                                                  | Bulletins nuls                    | Bulletins nuls                            | 363                       | 0,61                      | 1 878                    | 3,63                     |  |
| Suffrages exprimés                                                              | Suffrages exprimés                | Suffrages exprimés                        | 58 861                    | 98,15                     | 46 417                   | 89,72                    |  |
|                                                                                 |                                   |                                           |                           |                           |                          |                          |  |
| Candidat                                                                        | Candidat                          | Étiquette politique (partis et alliances) | Voix                      | % des exprimés            | Voix                     | % des exprimés           |  |
|                                                                                 |                                   |                                           |                           |                           |                          |                          |  |
|                                                                                 | Monique Iborra (députée sortante) | LREM                                      | 23 271                    | 39,54                     | 25 934                   | 55,87                    |  |
|                                                                                 | Patrick Jimena                    | LFI                                       | 9 316                     | 15,83                     | 20 483                   | 44,13                    |  |
|                                                                                 | Camille Pouponneau                | PS                                        | 7 221                     | 12,27                     |                          |                          |  |
|                                                                                 | Michèle Pellizzon                 | FN                                        | 6 301                     | 10,70                     |                          |                          |  |
|                                                                                 | Damien Laborde                    | LR (UDI - CPNT)                           | 6 165                     | 10,47                     |                          |                          |  |
|                                                                                 | Stéphane Renaux                   | EELV                                      | 2 243                     | 3,81                      |                          |                          |  |
|                                                                                 | Daniel Fourmy                     | PCF                                       | 796                       | 1,35                      |                          |                          |  |
|                                                                                 | Laurent Casbas                    | DlF                                       | 772                       | 1,31                      |                          |                          |  |
|                                                                                 | Julien Holmgren                   | Divers (PA)                               | 674                       | 1,15                      |                          |                          |  |
|                                                                                 | Lise Rieux                        | Divers (577-Les Indépendants)             | 481                       | 0,82                      |                          |                          |  |
|                                                                                 | Wolfgang Mahle                    | Divers (PP)                               | 422                       | 0,72                      |                          |                          |  |
|                                                                                 | Michèle Puel                      | LO                                        | 316                       | 0,54                      |                          |                          |  |
|                                                                                 | Dominique Liot                    | Divers (UPR)                              | 315                       | 0,54                      |                          |                          |  |
|                                                                                 | Guy Jovelin                       | Extrême droite (PDF)                      | 290                       | 0,49                      |                          |                          |  |
|                                                                                 | Denis Louviot                     | Divers gauche (ND)                        | 277                       | 0,47                      |                          |                          |  |
|                                                                                 | Ahmed Ferhane                     | Écologiste (Mouvement 100 %)              | 1                         | 0,00                      |                          |                          |  |
| Source : Ministère de l'Intérieur - Sixième circonscription de la Haute-Garonne |                                   |                                           |                           |                           |                          |                          |  |

Le suppléant de Monique Iborra était Éric Kaczmarek, de Colomiers. Éric Kaczmarek a été exclu de LREM en 2019.

### Élections de 2022
| Résultats des élections législatives des 12 et 19 juin 2022 de la 6e circonscription Haute-Garonne |                          |                                            |                          |              |              |             |             |
| Candidat                                                                                           | Candidat                 | Parti et coalition                         | Nuance                   | Premier tour | Premier tour | Second tour | Second tour |
| Candidat                                                                                           | Candidat                 | Parti et coalition                         | Nuance                   | Voix         | %            | Voix        | %           |
| | Monique Iborra           | LREM (ENS)                                 | ENS                      | 18 437       | 30,27        | 27 570      | 50,004      |
| | Fabien Jouvé,            | PS (NUPES)                                 | NUP                      | 17 904       | 29,39        | 27 566      | 49,996      |
| | Lydia Aiello             | RN                                         | RN                       | 10 231       | 16,80        |             |             |
| | Christelle Helman        | DVG (Fédération de la gauche républicaine) | DVG                      | 2 697        | 4,43         |             |             |
| | Christophe Alvès         | LR (UDC)                                   | LR                       | 2 658        | 4,36         |             |             |
| | Sandra Laporte           | MHAN (TUPLV)                               | ECO                      | 2 657        | 4,36         |             |             |
| | Dominique Piussan        | REC                                        | REC                      | 2 081        | 3,42         |             |             |
| | Sylvie Bonnemaison       | RES - PNO                                  | DVD                      | 1 169        | 1,92         |             |             |
| | Servane Pater            | PA                                         | ECO                      | 777          | 1,28         |             |             |
| | Delphine Lanoix          | LP (UPF)                                   | DSV                      | 709          | 1,16         |             |             |
| | Thierry Taranto          | SE                                         | DVD                      | 501          | 0,82         |             |             |
| | Marc Quinton             | PP                                         | DIV                      | 469          | 0,77         |             |             |
| | Michèle Puel             | LO                                         | DXG                      | 422          | 0,69         |             |             |
| | Tristan Martin           | RS (RdP)                                   | DVG                      | 200          | 0,33         |             |             |
| Votes valides                                                                                      | Votes valides            | Votes valides                              | Votes valides            | 60 912       | 97,92        | 55 136      | 92,22       |
| Votes blancs                                                                                       | Votes blancs             | Votes blancs                               | Votes blancs             | 909          | 1,46         | 3 104       | 5,19        |
| Votes nuls                                                                                         | Votes nuls               | Votes nuls                                 | Votes nuls               | 386          | 0,62         | 1 550       | 2,59        |
| Total                                                                                              | Total                    | Total                                      | Total                    | 62 207       | 100          | 59 790      | 100         |
| Abstention                                                                                         | Abstention               | Abstention                                 | Abstention               | 53 336       | 46,16        | 55 789      | 48,27       |
| Inscrits / participation                                                                           | Inscrits / participation | Inscrits / participation                   | Inscrits / participation | 115 543      | 53,84        | 115 579     | 51,73       |

Le suppléant de Monique Iborra était Thomas Lamy, chiropracteur à Toulouse, conseiller municipal de Colomiers.

### Élections de 2024
| Candidat                 | Candidat                 | Parti et coalition       | Nuances                  | Premier tour | Premier tour | Second tour | Second tour |
| Candidat                 | Candidat                 | Parti et coalition       | Nuances                  | Voix         | %            | Voix        | %           |
| ------------------------ | ------------------------ | ------------------------ | ------------------------ | ------------ | ------------ | ----------- | ----------- |
|                          | Arnaud Simion            | PS (NFP)                 | UG                       | 29 031       | 34,03        | 47 670      | 60,40       |
|                          | Nadine Demange-Fierlej   | RN                       | RN                       | 26 379       | 30,92        | 31 256      | 39,60       |
|                          | Monique Iborra           | REN (ENS)                | ENS                      | 25 256       | 29,60        | Retrait     | Retrait     |
|                          | Sandra Laporte           | UNIV (TUPV)              | ECO                      | 2 773        | 3,25         |             |             |
|                          | Annaël Gerard            | REC                      | REC                      | 1 104        | 1,29         |             |             |
|                          | Michèle Puel             | LO                       | LO                       | 774          | 0,91         |             |             |
|                          |                          |                          |                          |              |              |             |             |
| Votes valides            | Votes valides            | Votes valides            | Votes valides            | 85 317       | 97,34        | 78 926      | 91,07       |
| Votes blancs             | Votes blancs             | Votes blancs             | Votes blancs             | 1 621        | 1,85         | 5 902       | 6,81        |
| Votes nuls               | Votes nuls               | Votes nuls               | Votes nuls               | 714          | 0,81         | 1 834       | 2,12        |
| Total                    | Total                    | Total                    | Total                    | 87 652       | 74,68        | 86 662      | 73,82       |
| Abstention               | Abstention               | Abstention               | Abstention               | 29 722       | 25,32        | 30 733      | 26,18       |
| Inscrits / participation | Inscrits / participation | Inscrits / participation | Inscrits / participation | 117 374      | 72,69        | 117 395     | 67,23       |

La suppléante d'Arnaud Simion est Clémentine Renaud, coordinatrice de projets en milieu associatif à Toulouse, membre des Écologistes.

#### Département de la Haute-Garonne
- La fiche de l'INSEE de cette circonscription : « Tableaux et Analyses de la sixième circonscription de la Haute-Garonne », sur insee.fr, site de l'Institut national de la statistique et des études économiques (consulté le 10 juin 2007) [PDF]

- « Tous les députés du département de la Haute-Garonne depuis 1789 », sur assemblee-nationale.fr, site de l'Assemblée nationale française (consulté le 10 juin 2007)

- « Informations contentieuses sur le département de la Haute-Garonne (Élections législatives de 2002) »(Archive.org • Wikiwix • Archive.is • Google • Que faire ?), sur conseil-constitutionnel.fr, site du Conseil constitutionnel (consulté le 13 juin 2007)

#### Circonscriptions en France
- « Carte des circonscriptions législatives en France », sur assemblee-nationale.fr, site de l'Assemblée nationale française (consulté le 20 juin 2007)

- « Résultats électoraux officiels en France »(Archive.org • Wikiwix • Archive.is • Google • Que faire ?), sur interieur.gouv.fr, site du ministère de l'Intérieur (France) (consulté le 13 juin 2007)

- Description et Atlas des circonscriptions électorales de France sur http://www.atlaspol.com, Atlaspol, site de cartographie géopolitique, consulté le 13 juin 2007.